# Vit stäpplilja
Vit stäpplilja (Eremurus himalaicus) är en art inom släktet stäppliljesläktet (Eremurus) och familjen afodillväxter. 
- Wikimedia Commons har media som rör Vit stäpplilja.